# Richard Páez
Richard Alfred de Mayela Páez Monzón (Mérida, 31 de diciembre de 1953) es un médico traumatólogo, exfutbolista y entrenador venezolano.
Como jugador, ocupaba la posición de centrocampista y desarrolló toda su carrera profesional en el fútbol venezolano durante los años 70. Ganó dos campeonatos de Primera División de Venezuela con Portuguesa (1978), y Unión Atlético Táchira (1979).
Como entrenador ganó una Copa Venezuela en 1990 con la Universidad de Los Andes, el Torneo Clausura 1998 con Estudiantes de Mérida, la Copa Colombia 2011 con Millonarios, y el Torneo Apertura 2013 con Mineros de Guayana.
A Páez se le atribuye gran parte de mérito por el crecimiento de la selección de fútbol de Venezuela, logrando borrar la impresión que se tenía a nivel internacional de Venezuela como equipo débil, y logrando que por primera vez sus dirigidos estuvieran en los primeros 50 equipos del mundo según el ranking FIFA.

## Trayectoria

### Como jugador
Richard Páez debutó como profesional en 1970 a la edad de 18 años con el club de su ciudad, Estudiantes de Mérida, al mismo tiempo que cursaba medicina en la Universidad de Los Andes. Rápidamente sus actuaciones le valieron para formar parte de la selección sub-20 de Venezuela, logrando disputar el Campeonato Sudamericano Sub-20 de 1971 en Asunción, Paraguay.
Tras ocho años con Estudiantes, en 1978, jugando con los colores del Portuguesa Fútbol Club, consigue el campeonato de la Primera División de Venezuela. Un año después disputa la Copa América 1979, sin embargo no logra pasar de la fase de grupos.
El siguiente semestre ganaría su segundo campeonato de Primera División con el Unión Atlético Táchira en 1979, para luego pasar ese mismo año a la Universidad de Los Andes y retirarse en 1981 a la edad de 28 años.

### Como entrenador
Luego de una corta trayectoria como futbolista, siendo profesional de la medicina y haber logrado el título de traumatólogo, se fue a Colombia donde tuvo una gran influencia del doctor y entrenador Gabriel Ochoa Uribe, y gracias a él comenzó a dar los primeros pasos como técnico. Luego hizo lo mismo con Francisco Maturana y Hernán Gómez en Medellín. Comenzó el establecimiento de juego donde se identificó plenamente con esa filosofía del profesor Maturana, quien colaboró con Páez para ver las prácticas del AC Milan y del Ajax de Ámsterdam.
A sus 28 años decidió retirarse de las canchas para viajar a Buenos Aires a cursar un postgrado en traumatología. Allí le ofrecieron la oportunidad de firmar un contrato con el Deportivo Español, de Primera División, pero por razones personales descartó esa posibilidad. Su carrera como técnico comenzó con una etapa de tres meses en Italia, en el centro de entrenamiento Milanello del AC Milan, en los tiempos de Fabio Capello. Años más tarde regresó a Mérida y organizó su propia escuela de fútbol: la Academia Emeritense.
En 1995 se consolidó como entrenador al sacar a la Universidad de Los Andes de la Segunda División y llegar a los cuartos de final de la Copa Libertadores 1999 con Estudiantes de Mérida. Su currículo también muestra un curso con Arrigo Sacchi (1995), ser asistente de Carlos Bianchi en Boca Juniors (1998) y observador en el Standard de Lieja de Bélgica (1997).
Luego dirigió a las selecciones sub-20 y sub-23 de Venezuela y, desde enero de 2001 hasta noviembre de 2007, a la selección absoluta. Como seleccionador nacional debutó el 28 de marzo de 2001 ante Argentina.
Los resultados históricos para Venezuela empezaron el 14 de agosto de 2001. Allí, la selección venezolana derrotó por primera vez en su historia a Uruguay 2:0 en Maracaibo. El equipo de Páez derrotaría luego el 4 de septiembre a Chile en Santiago con marcador de 0:2, lo que significó la primera victoria como visitante en eliminatorias en toda su historia. La siguiente víctima de los Lanceros de Páez sería Perú: el 6 de octubre caería en San Cristóbal 3:0. En la penúltima fecha Venezuela derrotó en San Cristóbal a Paraguay 3:1. La exitosa racha la terminaría Brasil en la última jornada, ganando 3:0. Venezuela de la mano de Páez terminó en la novena posición con 16 puntos producto de cinco victorias y un empate, siendo la primera vez que no culminaba en el último lugar de las eliminatorias.
Durante las eliminatorias para Alemania 2006, Venezuela ya había conseguido su mejor posición en el Ranking FIFA consiguiendo el puesto 48.º en abril de 2004, además siguió cosechando históricos e importantes resultados.
El primero fue el 15 de noviembre del 2003 cuando Venezuela derrotó a Colombia por 1:0 en Barranquilla. Tres días después en Maracaibo, los dirigidos de Páez perdían por 0 a 1 en el minuto 90 contra Bolivia, pero en los últimos minutos lograron una victoria agónica por 2:1. Con esa victoria Venezuela se colocaba en un inédito quinto puesto, siendo la primera vez que se colocaba en posición de repechaje para el mundial.
El punto más alto llegó el 31 de marzo de 2004. Venezuela dio la sorpresa mundial, cuando vencieron a Uruguay en Montevideo por 3 a 0, en lo que sería llamado el Centenariazo. Con esa victoria Venezuela se colocó en el cuarto puesto, sólo superada por Brasil, Argentina y Paraguay (este último por diferencia de goles), también se colocó con average de gol en 0 (en toda su historia siempre había sido negativo). Tras el partido Páez declaró:

«Ellos (los uruguayos) salieron a asfixiarnos, pero en el fondo nos habían subestimado y el que en Sudamérica nos enfrente así, bajo ese esquema, se equivocará y le daremos la misma lección que ya los uruguayos sufrieron en Montevideo ante su público.»

A partir de ahí la Vinotinto perdió aire y Venezuela subió una posición con respecto a la eliminatoria anterior y finalizó octava con 18 puntos por encima de Perú y Bolivia.
Con la llegada de Páez como director técnico de la selección, llegó a conocerse a esta bajo el nombre de los Lanceros de Páez por el desempeño mostrado por el equipo. Cabe destacar que históricamente, los Lanceros de Páez fueron miembros del ejército al mando de José Antonio Páez durante la Guerra de Independencia de Venezuela.
En las Eliminatorias al Mundial de Sudáfrica 2010, Venezuela cosechó otro éxito al derrotar a Ecuador en Quito 0:1. A pocos días de haber derrotado a Bolivia 5:3 en San Cristóbal, corrió un rumor de que Páez había renunciado debido a los incidentes en el partido. Esto provocó un enfrentamiento entre Richard Páez de un lado y la prensa y fanáticos por otro, situación que terminaría el 26 de noviembre de 2007 con la renuncia oficial de Páez, alegando que se había creado una atmósfera inadecuada y que como él no iba a cambiar su estilo que tantos resultados positivos había dado, prefería dar un paso al costado para no interrumpir con el sueño de toda una nación: clasificar a la Copa Mundial de Fútbol Sudáfrica 2010.

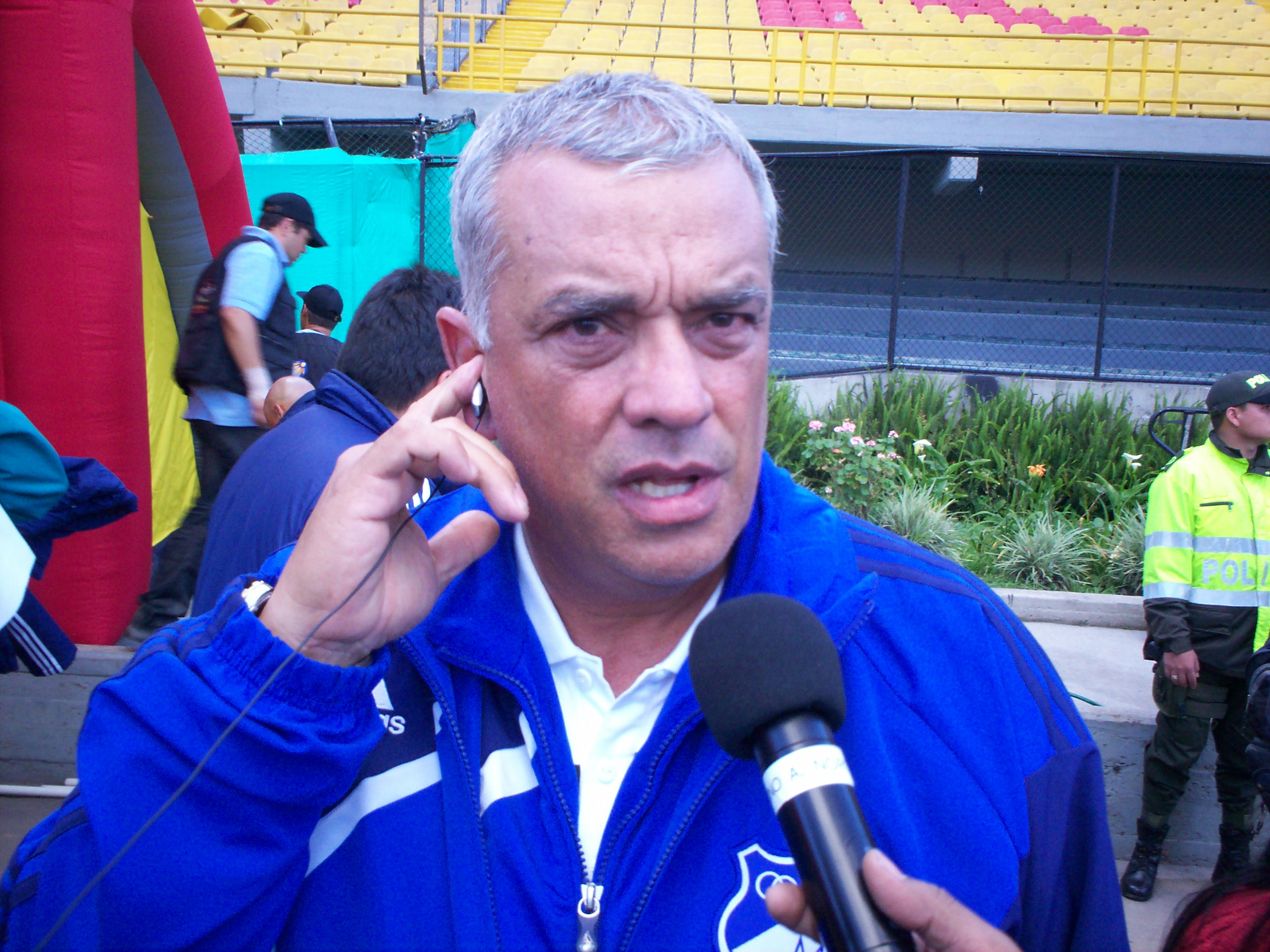
Páez dando una entrevista como entrenador de Millonarios Fútbol Club.

El 2 de junio de 2008 fue presentado en Alianza Lima, uno de los clubes más importantes del Perú, con el objetivo de ganar el título. Sin embargo, tras sus intentos por retomar la senda de los triunfos, dejó al equipo a un paso de perder la categoría. Fue destituido el 29 de noviembre tras perder el clásico del fútbol peruano con Universitario de Deportes, faltando aún tres fechas para la finalización del torneo. Más allá de la irregular campaña del equipo, la causa inmediata que motivó su destitución, junto a la derrota en el clásico, fue el negarse a que los dirigentes le impusieran jugadores en el equipo titular, días antes al tradicional encuentro.
Dos años más tarde, el 2 de junio de 2010 fue anunciada su contratación para dirigir al Millonarios Fútbol Club de Colombia. Páez se convertiría en el primer técnico venezolano en ganar un título en el exterior al ganar la Copa Colombia 2011 en una final contra el Boyacá Chicó; así pues, logró un título para este equipo que llevaba diez años sin ganar uno y tres sin asistir a un torneo internacional. Se marcharía del club dirigiendo 117 partidos (80 por Liga, 31 por Copa y 6 amistosos internacionales) el 29 de mayo de 2012 tras 726 días en el cargo.
El 10 de diciembre de 2012, Páez fue presentado como estratega de Mineros de Guayana marcando así su regreso como director técnico a un equipo del fútbol profesional venezolano.
Páez llevó al club a ganar el Torneo Apertura 2013, lo que significó el torneo corto en la historia del club. Tras un mal comienzo en el Apertura 2014, fue destituido por el club el 27 de septiembre, horas antes de disputar un partido, lo que causó un malestar en la afición, por lo que estos últimos decidieron saltar al terreno de juego en modo de protesta.

## Selección nacional
Richard Páez disputó con la selección de Venezuela 11 partidos, en los que no anotó goles.
Antes de debutar con la selección absoluta integró el combinado sub-20 que participó en el Campeonato Sudamericano Sub-20 de 1971 en Asunción, Paraguay.
Posteriormente disputó la Copa Independencia de Brasil en 1972, llegando a debutar con la selección mayor el 18 de junio en la derrota 0:1 ante Perú.
Debutó en una Copa América ante Brasil el 31 de enero de 1975, disputado en el estadio Olímpico de la UCV de Caracas, con resultado de 4 a 0 a favor de Brasil, disputando todo el partido. Durante esa copa, Páez fue testigo de la derrota más abultada en la historia del cuadro venezolano, al caer por 0 a 11 ante Argentina.

### Participaciones internacionales
| Evento                                 | Sede          | Resultado     |
| -------------------------------------- | ------------- | ------------- |
| Campeonato Sudamericano Sub-20 de 1971 | Paraguay      | 4° en Grupo A |
| Copa América 1975                      | Sin sede fija | 4° en Grupo A |
| Copa América 1979                      | Sin sede fija | 3° en Grupo A |

## Clubes

### Como jugador
| Club                     | País      | Año         |
| ------------------------ | --------- | ----------- |
| Estudiantes de Mérida    | Venezuela | 1970 - 1978 |
| Portuguesa               | Venezuela | 1978 - 1979 |
| Unión Atlético Táchira   | Venezuela | 1979        |
| Universidad de Los Andes | Venezuela | 1980-1981   |

### Otros cargos
| Club              | País      | Año  | Rol                  |
| ----------------- | --------- | ---- | -------------------- |
| Standard de Lieja | Bélgica   | 1997 | Ojeador              |
| Boca Juniors      | Argentina | 1998 | AT de Carlos Bianchi |

### Como entrenador
| Club                     | País      | Años      |
| ------------------------ | --------- | --------- |
| Universidad de Los Andes | Venezuela | 1991      |
| Deportivo Táchira        | Venezuela | 1991      |
| Universidad de Los Andes | Venezuela | 1995      |
| Estudiantes de Mérida    | Venezuela | 1997-2000 |
| Selección nacional       | Venezuela | 2001-2007 |
| Selección sub-20         | Venezuela | 2001-2003 |
| Selección sub-23         | Venezuela | 2002      |
| Alianza Lima             | Perú      | 2008      |
| Millonarios              | Colombia  | 2010-2012 |
| Mineros de Guayana       | Venezuela | 2013-2014 |
| Deportivo Cuenca         | Ecuador   | 2018      |
| Mineros de Guayana       | Venezuela | 2020      |

## Estadísticas como entrenador

### Clubes
- Nota:
  - No se encontró estadística con claridad dirigiendo a equipos entre 1991 y 1996.

| Estudiantes de Mérida · Venezuela | 1.ª   | C-1997  | 2   | 1  | 1  | 0  | -  | -  | -  | - | -  | -  | - | -  | 2   | 1  | 1  | 0  | 66.67% |
| Estudiantes de Mérida · Venezuela | 1.ª   | 1997-98 | 44  | 22 | 8  | 14 | -  | -  | -  | - | 2  | 1  | 0 | 1  | 46  | 23 | 8  | 15 | 55.8%  |
| Estudiantes de Mérida · Venezuela | 1.ª   | 1998-99 | 40  | 22 | 12 | 6  | -  | -  | -  | - | 18 | 9  | 1 | 8  | 58  | 31 | 13 | 14 | 60.92% |
| Estudiantes de Mérida · Venezuela | 1.ª   | 1999-00 | 44  | 23 | 8  | 13 | -  | -  | -  | - | 4  | 1  | 1 | 2  | 48  | 24 | 9  | 15 | 56.25% |
| Estudiantes de Mérida · Venezuela | Total | Total   | 130 | 68 | 29 | 33 | 0  | 0  | 0  | 0 | 24 | 11 | 2 | 11 | 154 | 79 | 31 | 44 | 58.01% |
| Alianza Lima · Perú               | 1.ª   | 2008    | 28  | 11 | 3  | 14 | -  | -  | -  | - | -  | -  | - | -  | 28  | 11 | 3  | 14 | 42.86% |
| Alianza Lima · Perú               | Total | Total   | 28  | 11 | 3  | 14 | 0  | 0  | 0  | 0 | 0  | 0  | 0 | 0  | 28  | 11 | 3  | 14 | 42.86% |
| Millonarios · Colombia            | 1.ª   | F-2010  | 18  | 6  | 4  | 8  | 3  | 2  | 1  | 0 | -  | -  | - | -  | 21  | 8  | 5  | 8  | 46.04% |
| Millonarios · Colombia            | 1.ª   | 2011    | 44  | 19 | 9  | 16 | 18 | 10 | 5  | 3 | -  | -  | - | -  | 62  | 29 | 14 | 19 | 54.3%  |
| Millonarios · Colombia            | 1.ª   | A-2012  | 18  | 4  | 8  | 6  | 10 | 2  | 5  | 3 | -  | -  | - | -  | 28  | 6  | 13 | 9  | 36.91% |
| Millonarios · Colombia            | Total | Total   | 80  | 29 | 21 | 30 | 31 | 14 | 11 | 6 | 0  | 0  | 0 | 0  | 111 | 43 | 32 | 36 | 48.35% |
| Mineros de Guayana · Venezuela    | 1.ª   | C-2013  | 17  | 7  | 6  | 4  | 3  | 2  | 0  | 1 | -  | -  | - | -  | 20  | 9  | 6  | 5  | 55%    |
| Mineros de Guayana · Venezuela    | 1.ª   | 2013-14 | 34  | 22 | 9  | 3  | -  | -  | -  | - | 4  | 1  | 1 | 2  | 38  | 23 | 10 | 5  | 69.3%  |
| Mineros de Guayana · Venezuela    | 1.ª   | A-2014  | 7   | 1  | 4  | 2  | 1  | 1  | 0  | 0 | -  | -  | - | -  | 8   | 2  | 4  | 2  | 41.67% |
| Mineros de Guayana · Venezuela    | 1.ª   | 2020    | 5   | 2  | 2  | 1  | -  | -  | -  | - | 2  | 0  | 1 | 1  | 7   | 2  | 3  | 2  | 42.86% |
| Mineros de Guayana · Venezuela    | Total | Total   | 63  | 32 | 21 | 10 | 4  | 3  | 0  | 1 | 6  | 1  | 2 | 3  | 73  | 36 | 23 | 14 | 59.82% |
| Deportivo Cuenca · Ecuador        | 1.ª   | 2018    | 26  | 9  | 6  | 11 | 2  | 0  | 2  | 0 | 2  | 0  | 2 | 0  | 30  | 9  | 10 | 11 | 41.11% |
| Deportivo Cuenca · Ecuador        | Total | Total   | 26  | 9  | 6  | 11 | 2  | 0  | 2  | 0 | 2  | 0  | 2 | 0  | 30  | 9  | 10 | 11 | 41.11% |
| 1. 2.                             |       |         |     |    |    |    |    |    |    |   |    |    |   |    |     |    |    |    |        |

### Selecciones
| Selección            | Periodo              | Periodo              | Totales | Totales | Totales | Totales | Totales     | Totales | Totales | Totales |
| Selección            | De                   | A                    | PJ      | PG      | PE      | PP      | Rendimiento | GF      | GC      | GD      |
| -------------------- | -------------------- | -------------------- | ------- | ------- | ------- | ------- | ----------- | ------- | ------- | ------- |
| Venezuela absoluta   | enero de 2001        | noviembre de 2007    | 88      | 31      | 19      | 38      | 42.43%      | 108     | 127     | -19     |
| Venezuela Sub-20     | enero de 2001        | enero de 2003        | 8       | 1       | 2       | 5       | 20.83%      | 5       | 11      | -6      |
| Venezuela Sub-23     | noviembre de 2002    | diciembre de 2002    | 3       | 1       | 1       | 1       | 44.44%      | 4       | 2       | +2      |
| Total en Selecciones | Total en Selecciones | Total en Selecciones | 99      | 33      | 22      | 44      | 41.36%      | 117     | 140     | -23     |

## Palmarés

### Como jugador
| Título                        | Club                   | País      | Año  |
| ----------------------------- | ---------------------- | --------- | ---- |
| Copa Venezuela                | Estudiantes de Mérida  | Venezuela | 1971 |
| Copa Venezuela                | Estudiantes de Mérida  | Venezuela | 1975 |
| Primera División de Venezuela | Portuguesa             | Venezuela | 1978 |
| Primera División de Venezuela | Unión Atlético Táchira | Venezuela | 1979 |

### Como entrenador
| Título          | Club                     | País      | Año  |
| --------------- | ------------------------ | --------- | ---- |
| Copa Venezuela  | Universidad de Los Andes | Venezuela | 1995 |
| Copa Colombia   | Millonarios              | Colombia  | 2011 |
| Torneo Apertura | Mineros de Guayana       | Venezuela | 2013 |

## Vida privada

### Biografía
Richard Páez está casado con Yajanira de Páez. Además de entrenador es médico especializado en traumatología y ortopedia. Hizo estudios de medicina en la Universidad de Los Andes titulándose en 1976, y siguió la especialización en traumatología en la Universidad de Buenos Aires.
Es el cuarto de doce hijos de la unión de Dora Alicia Monzón, oriunda de Jají, y Guillermo Enrique Páez. Tanto Páez como sus once hermanos, todos profesionales, dirigen su escuela de fútbol menor y posterior club de fútbol Academia Emeritense, fundada en 1993.

### Legado deportivo
Así mismo, su hijo Ricardo David ha seguido los pasos de su padre como futbolista y entrenador. En la actualidad es asistente técnico en el FC Cincinnati de la MLS de los Estados Unidos. 
Richard, es tío de los también futbolistas Jorge Páez, Ayrton Páez, Gustavo Páez, Octavio Páez y hermano del entrenador Raymond Páez.